# 三重県立四日市南高等学校
三重県立四日市南高等学校（みえけんりつよっかいちみなみこうとうがっこう）は、三重県四日市市に所在する公立高等学校。
通称「南高(なんこう)」または「四南(よんなん)」。

## 設置学科
- 普通科
  - 数理科学コース

## 概要
三重県四日市市の南部丘陵地の一角、登城ヶ丘に所在。三重国体で使用した本格的な競技用の50メートルプールがあったが、今では埋め立てられており、駐車場となっている。
1974年三重県立四日市高等学校(四高)との総合選抜制度(学校群制度)開始に伴い、四高と同一水準の生徒が入学。ほぼ互角の実績を残し、三重県北勢地区屈指の進学校として知られた。しかし、1995年に21年間に及んだ総合選抜制度の廃止後、学力上位層が四日市高校に流れた。
文武両道を重んじ、課外講座を豊富に用意しているほか、部活動や学校行事も活発である。例年、入試の志願倍率が高い。四日市高校より現役志向が強く、既卒生の大学受験が四日市高校より少ないのが特徴。

## 沿革
《主な出典：》
- 1959年（昭和34年）
  - 3月27日 - 三重県立四日市南高等学校を設置する旨告示される[注釈 1]。
  - 4月1日 - 旧富洲原中学校校舎（四日市市大字天ヶ須賀）を仮校舎として開校[注釈 2]。
  - 4月8日 - 開校式挙行。
- 1960年（昭和35年）
  - 2月1日 - 本校舎起工式を挙行。校章制定。この日を創立記念日と定める。
  - 9月30日 - 新校舎（現在地）に移転。
- 1974年（昭和49年）3月16日 - 学校群制度の開始に伴い、四日市高校と入試総合選抜制度実施。
- 1994年（平成06年） - 普通科に「数理科学コース」を新設。
- 1995年（平成07年）3月14日 - 四日市高校との間に21年間続いた総合選抜制度廃止。
- 2008年（平成20年）10月25日 - 創立50周年記念式典挙行。

## 教育方針
1. 勉学と運動を奨励して、豊かな人間性を備えた心身ともにたくましい生徒を育てる。
2. 誠実・素直・勤勉の気風を養うと共に開拓者精神を培う。
3. 人権を尊重し、差別のない明朗な気風を育てる。
4. 個性を生かし、一芸一能を重んじ、才能の開発と発展につとめる。
5. 品性を磨き国民性・社会性を身につけさせる。

## 校歌
- 校歌は谷川俊太郎作詞・武満徹作曲である[6][7]。谷川にとって初めて手がけた高校の校歌である[7]。
- 3番の歌詞に公害賛美ともとれる内容があったため[8][9][10]、谷川俊太郎自身の要望で1979年に一部歌詞が差し替えられた[6][7]。
- 音楽部員の校歌の歌声で朝の会が始まる。

## 交通
- 四日市あすなろう鉄道西日野駅より徒歩約5分。
- 電車の本数が少なく、四日市四郷高校、西日野にじ学園の生徒も利用するため、朝夕の車内は大変混雑する。
- 隣接する鈴鹿市や亀山市や桑名市からなどの遠距離通学者も多い。

## 学生生活
2003年度から教員・生徒の意向を取り入れ制服がブレザーに変わった。部活動は、ワンダーフォーゲル部は2007年度インターハイで優勝、2008年度インターハイで2連覇を果たした。文化部では演劇部が県大会で1位（2001,03,05年）、1991年には音楽部が全国大会出場を果たすなどの記録を残している。また、箏曲部は2019年に県大会で優勝し8連覇を達成している。

## 主な出身者
- 秋山晋吾(歴史学者、一橋大学教授、東欧史研究会委員長)
- 石原正敬(衆議院議員、第5代三重県菰野町長、三重県議会議員)
- 井上裕之(第13代内閣府事務次官、内閣府審議官、内閣府政策統括官（経済社会システム担当）)[11]
- 黒田忠広(東京大学教授)
- 現代洋子(漫画家)
- 近藤淳也(はてな社長)
- 竹川佳成(情報工学者、公立はこだて未来大学准教授)
- 田中靖浩(公認会計士)
- 中川康洋(衆議院議員)
- 服部幸子(女優)
- 藤田健治(ビープラッツ創業者、同社長)
- 水野みか子(作曲家、音楽学者)[12]
- 森智広(四日市市長)